# Soera De Ongelovigen
Soera De Ongelovigen is een soera van de Koran.
De soera is vernoemd naar de ongelovigen van de eerste aya. Zij dienen wat zij dienen en de ik-persoon dient wat hij dient.

## Bijzonderheden
De ongelovigen is gericht op de Mekkanen.